# Association d'Argus
L'association d'Argus est une association stellaire.

## Membres
Au 1er janvier 2018, 171 membres sont répertoriés dans SIMBAD, auxquels s'ajoutent quelques autres objets.
| Nom                     | Type spectral | Coordonnées | Commentaire | Référence(s) |
| ----------------------- | ------------- | ----------- | --- | ------------ |
| 2MASS J14504216-7841413 | M8p           |             | 2MASS J14504216-7841413 et 2MASS J14504113-7841383 forment un système binaire de naines brunes. Absent de la liste de SIMBAD. |              |
| 2MASS J14504113-7841383 | M9p           |             | 2MASS J14504216-7841413 et 2MASS J14504113-7841383 forment un système binaire de naines brunes. Absent de la liste de SIMBAD. |              |